# 폴리시 롤런드 시프도그

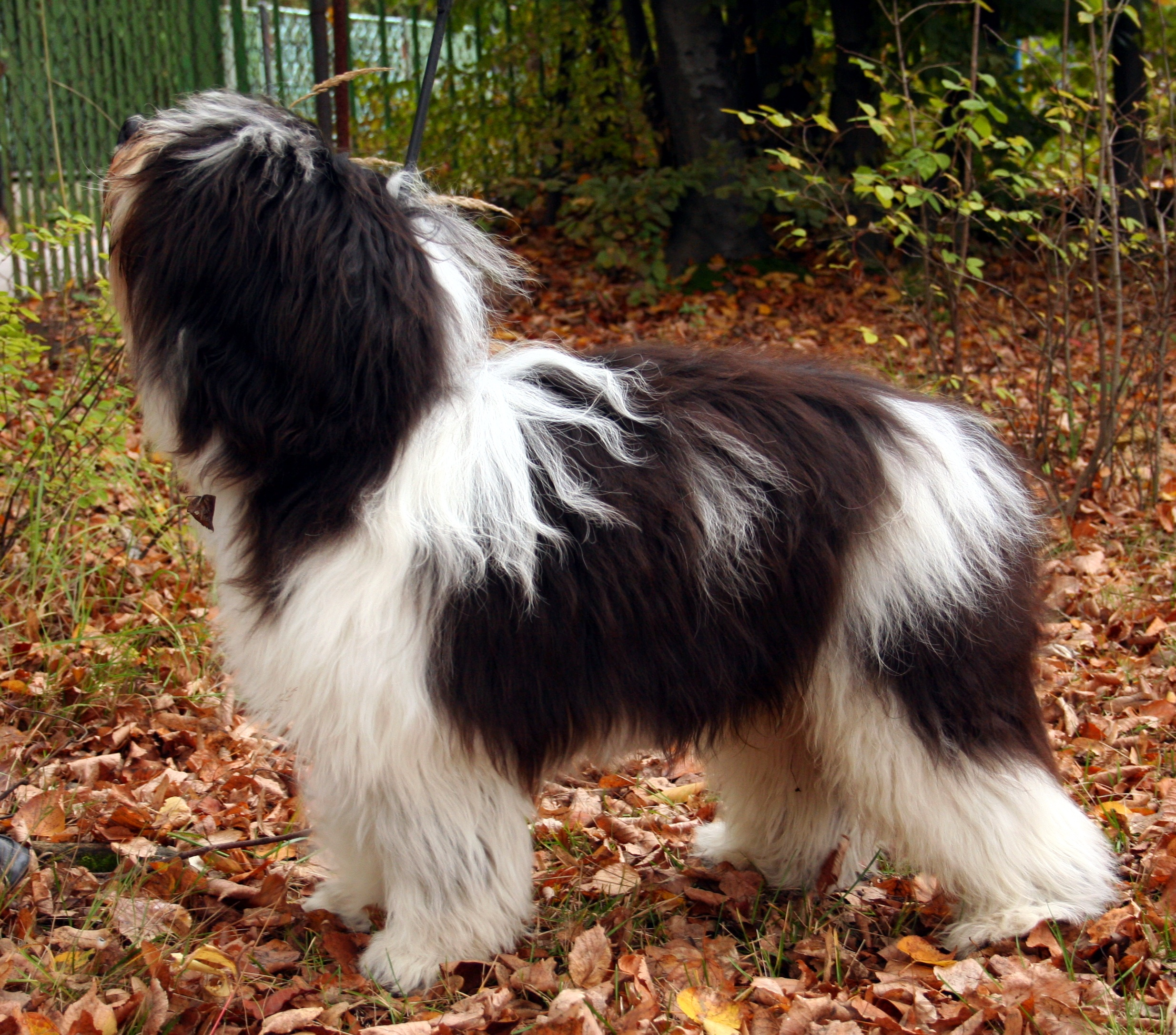

폴리시 롤런드 시프도그(Polish Lowland Sheepdog, 폴란드어: Polski Owczarek Nizinny, PON)는 폴란드가 원산지인 중간 크기의 털복숭이 털을 가진 목양견 품종이다.

## 설명

### 모습
이 개는 근육질이고 두꺼운 털을 가진 개이다. 이중 코트는 어떤 색상이나 패턴이라도 가능하다. 흰색, 회색, 갈색이 가장 일반적이며 검정색, 회색 또는 갈색 표시가 있다. 개가 성견이 되면 색깔이 퇴색되는 것이 일반적이다. 속털은 부드럽고 촘촘한 반면, 윗털은 거칠고 곧거나 물결 모양이지만 곱슬곱슬하지는 않다. 머리 주위의 털은 머리를 실제보다 더 크게 보이게 하며 일반적으로 눈을 덮는다.
수컷의 체고는 기갑 부분에서 45~50cm(18~20인치)이고, 암컷은 42~47cm(17~19인치)이다. 수컷은 일반적으로 40 – 50 lb, 암컷은 30 – 40 lb이다. 몸은 정사각형에서 벗어나 있으며 가슴과 뒷면에 털이 많기 때문에 직사각형으로 보인다. 키와 몸 길이의 비율은 9:10이어야 한다(키가 45cm인 개는 몸 길이가 50cm여야 함). 꼬리는 매우 짧거나 미국에서는 단미되어 있다. 유럽 국가에서는 대부분 도킹을 금지했으며 현재 이 종의 많은 수의 꼬리 길이가 다양하다.